# Závada pod Čiernym vrchom
Závada pod Čiernym vrchom je původně samostatná obec v severovýchodní části okresu Bánovce nad Bebravou. V současnosti je administrativní částí obce Kšinná.

## Poloha
Leží v Strážovských vrších, v severní části Kšinianské kotliny, v dolině potoka Závada, v nadmořské výšce 370 m n. m.
Obec leží na konci silnice III. třídy Bánovce nad Bebravou – Uhrovec – Kšinná, která pokračuje dále na sever do pramenné oblasti Závady, 2 kilometry severně od Kšinné. K Závadě patří i osada Filov laz, ležící severně od obce.

## Historie
Původní obec vznikla valašskou kolonizací v roce 1481, patřila k panství hradu Uhrovec.

## Turistika
Závada je turistickým východiskem do Nitrických vrchů a jihovýchodní části Zliechovské hornatiny: po zeleně značené trase přes Capárku (924,1 m n. m.) do obce Valaská Belá, po modré trase k Chatě pod Čiernym vrchom (křižovatka se zeleně značenou trasou Trebichavské sedlo – Čierna Lehota) a dále po hřebeni na Závadskú poľanu (křižovatka s červenou trasou Kremenište – Capárka – Suchý vrch (1 027,8 m n. m.) – Rokoš (1 009,9 m n. m.) – Uhrovec).
Na severovýchodním svahu Plešivce (722,5 m n. m.) se nacházejí dva lyžařské vleky, v jejich dolní stanici stojí turistická Chata pod Čiernym vrchom.